# Rodolphe Lenz
Pour les articles homonymes, voir Rudolf Lenz et Lenz.
Rudolf Lenz Danziger, dit en espagnol Rodolfo Lenz et en français Rodolphe Lenz (né le 10 septembre 1863 à Halle-sur-Saale et mort le 7 septembre 1938 à Santiago), est un linguiste, philologue, lexicographe et folkloriste allemand naturalisé chilien.

## Biographie

### Formation
Lenz effectue ses premières années de scolarité à Brême, Breslau, Cologne et Metz, où il apprend le latin, le grec ancien, le français, l'anglais, l'hébreu et l'italien. Avide de connaissances depuis l'enfance, il étudie l'hébreu par le biais de cours optionnels et apprend l'italien en autodidacte. Il entame ses études supérieures en 1882 à l'université de Bonn, puis commence à suivre en parallèle des cours à l'université de Berlin, auprès des professeurs Wendelin Foerster et Adolf Tobler, respectivement. À Bonn, il étudie la philologie et obtient un diplôme de docteur en philosophie en 1886, en plus d'y effectuer sa formation pédagogique. À Berlin, il étudie la philologie comparée en général et le grec, l'arabe et le russe en particulier. Il maîtrise alors treize langues en tout.

### Arrivée au Chili
Embauché par le gouvernement de José Manuel Balmaceda pour enseigner à l'Institut pédagogique de l'université du Chili, Lenz — qui hispanise son prénom en Rodolfo — s'installe dans ce pays en janvier 1890. En plus d'occuper le poste de recteur par intérim du célèbre Liceo de Aplicación (es) entre 1906 et 1907, période où l'établissement est une annexe de l'Institut pédagogique, il s'illustre à la fin du XIXe siècle et dans les premières décennies du XXe siècle par les nombreuses études qu'il mène dans les champs de la linguistique comparée, de l'ethnologie et du folklore : outre ses travaux linguistiques (son œuvre fondamentale dans ce domaine est l'ouvrage La Oración y sus Partes — « La Phrase et ses parties » — de 1920, où il propose une grammaire à base psychologique à partir de la théorie de Wilhelm Wundt), il rédige de nombreux articles publiés dans les Annales de l'université du Chili sur des sujets d'ordre grammatical, phonétique, lexicographique, orthographique, didactique, ethnologique et folklorique.
Également actif dans l'enseignement universitaire, il est titulaire des chaires d'études araucanes et de linguistique de l'université du Chili ; il initie par ailleurs l'enseignement de l'anglais et du français à l'Institut pédagogique. Ses Chilenische Studien (« Études chiliennes »), publiées de 1892 à 1893, constituent la première description scientifique de la prononciation de l'espagnol chilien. Enthousiasmé par son objet d'étude — qui constitue pour lui une véritable découverte, totalement nouvelle aux yeux de l'Europe —, Lenz met en évidence chez les urbains modestes et les huasos des campagnes l'utilisation d'une variété très particulière de l'espagnol, qu'il se doit absolument de décrire de façon scientifique.

### Mapudungun
Rodolphe Lenz est aujourd'hui considéré comme l'une des plus grandes figures de la connaissance du mapudungun, la langue des indigènes mapuches (ou « araucans »), pour la fin du XIXe siècle et le début du XXe siècle. En 1893 toujours, il publie un article intitulé Beiträge zur Kenntnis des Amerikanospanischen (« Contribution à la connaissance de l'espagnol d'Amérique »), dans lequel, après avoir analysé l'évolution démographique et l'histoire culturelle chilienne, il décrit les systèmes phonologiques de la langue mapuche et de l'espagnol chilien en soulignant plus de dix traits qui, selon lui, distinguent ce dernier du reste des dialectes espagnols, ce qu'il explique par une influence substratique.

### Espagnol chilien

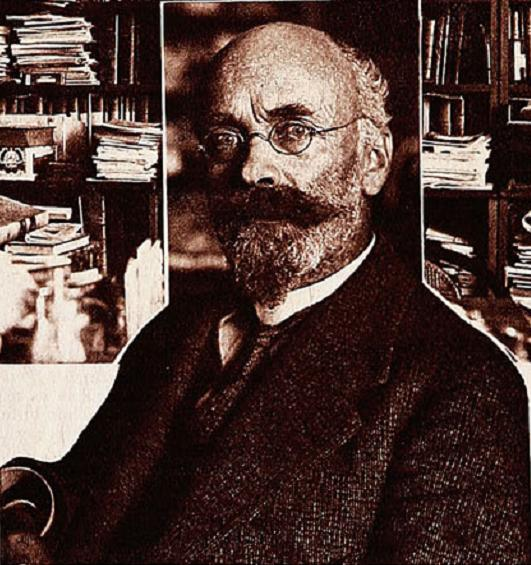
Rodolphe Lenz en 1915.

L'arrivée de Lenz au Chili en janvier 1890 constitue un événement de premier ordre dans l'histoire de l'étude de l'espagnol du pays. En concluant, après avoir comparé le système phonétique du mapudungun et celui de l'espagnol chilien, que « l'espagnol populaire du Chili est essentiellement de l'espagnol avec des sons araucans », le linguiste allemand suscite la controverse : sa théorie, dite indigéniste, est notamment remise en cause par Amado Alonso, qui considère qu'une partie des traits communs mis en évidence par Lenz découlet d'erreurs dans sa méthode de recherche, et que le reste recouvre des évolutions communes à de nombreux dialectes hispaniques, indépendamment de toute influence du mapudungun. Ces objections convainquent les spécialistes de l'époque, qui rejettent les thèses de Lenz. Malgré cette déconvenue, l'intéressé reste actif dans le champ de l'étude de l'espagnol chilien et compile entre 1905 et 1910 le Diccionario etimológico de las voces chilenas derivadas de lenguas indígenas (« Dictionnaire étymologique des termes chiliens issus de langues indigènes »), œuvre fondamentale pour la lexicographie en Amérique hispanique.
Le champ du folklore chilien bénéficie aussi de son travail de pionnier : il publie en 1894 la première étude connue sur la lira popular (es), la poésie populaire chilienne diffusée sur des feuillets, et impulse la formation d'une équipe de jeunes folkloristes qui constitueront la première génération de spécialistes des cultures populaires. Parmi ses disciples se distinguent Ramón Laval Alvial (es) et Julio Vicuña Cifuentes (es), qui collectent durant les deux premières décennies du XXe siècle un précieux matériel sur les traditions magiques et religieuses des secteurs populaires, le romancero (art des petits recueils de poèmes héroïques, issu de la tradition littéraire ibérique), la poésie populaire, les devinettes, les proverbes et les mythes et légendes traditionnels. Lenz est également l'auteur de la Colección de Poesía Popular del Siglo XIX (« Collection de poésie populaire du XIXe siècle ») et de l'important article Sobre Poesía Popular (« Sur la poésie populaire ») publié à Santiago en 1919. Les principes et les méthodes qu'il défend au sein de l'Institut pédagogique de l'université du Chili influenceront toutes les branches de la recherche.

### Étude du papiamento
Lenz publie aussi une étude pionnière sur la langue créole à base espagnole et portugaise de Curaçao, le papiamento.

### Citations originales
1. ↑  (es) « el español vulgar de Chile es principalmente español con sonidos araucanos »